# یک رؤیای ساکت
یک رؤیای ساکت (انگلیسی: A Quiet Dream) یک فیلم به نویسندگی کارگردانی ژانگ لو است که در سال ۲۰۱۶ منتشر شد.

## داستان
داستان دربارهٔ سه مرد بی خانمان است که تلاش می‌کنند از دختری که صاحب بار است و از پدر فلج خودش مراقبت می‌کند، خواستگاری کنند و دل او را بدست آورند…

## بازیگران
- هان یه-ری در نقش یه یری
- یانگ ایک-جون در نقش ایک جون
- پارک جونگ-بوم در نقش جونگ بوم
- یون جونگ بین در نقش جونگ بین
- لی جو-یونگ در نقش جو یونگ
- شین مین آ در نقش مین آ
- کیم ته هون در نقش ته هون

## جوایز
| جشنواره                  | جایزه                  | برای      | نتیجه |
| ------------------------ | ---------------------- | --------- | ----- |
| انجمن منتقدین فیلم بوسان | بهترین بازیگر زن       | هان یه-ری | برنده |
| انجمن منتقدین فیلم بوسان | جایزه ویژه هیئت داوران | ژانگ لو   | برنده |